# Pseudotrapelus tuwaiqensis
Pseudotrapelus tuwaiqensis — вид ящірок з родини агамових (Agamidae). Описаний у 2023 році.

## Поширення
Ендемік Саудівської Аравії. Поширений на схилах гірського хребта Тувайк в околицях міста Ер-Ріяд.

## Назва
Видовий епітет tuwaiqensis походить від географічного об'єкта, з яким пов'язаний вид, укосу Тувайк, який прорізає центральну Саудівську Аравію від південного заходу країни до півночі та північного заходу від міста Ер-Ріяд.